# 童軍銘言

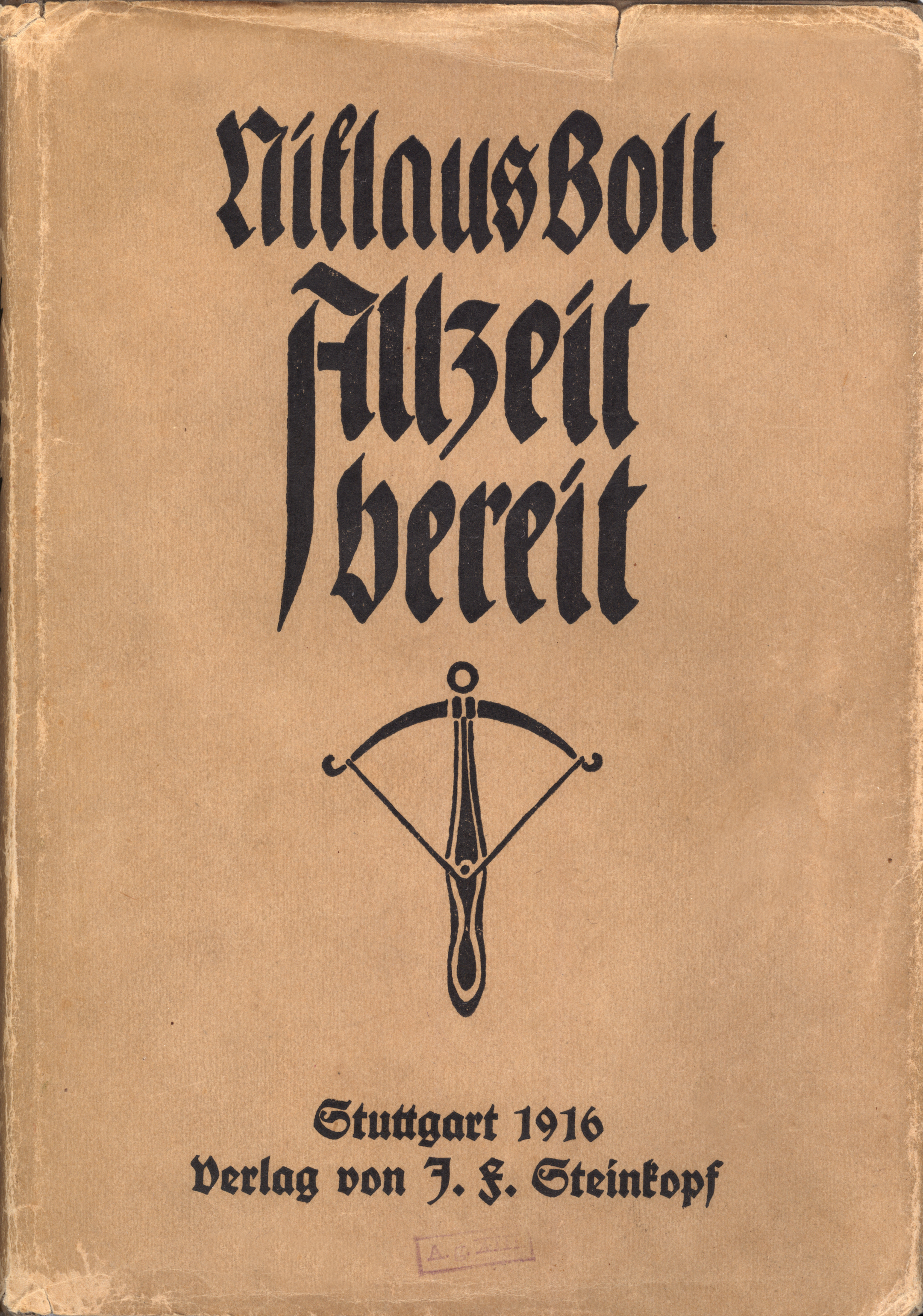
1916年的瑞士童軍書籍Allzeit bereit（《時常準備》）

童軍活動的童軍銘言，從1907年至今就被使用於數百萬個童軍成員，並轉成不同的語言。世界女童軍總會的大多數成員也使用這個童軍銘言。

## 貝登堡的「準備」
在英語當中，這個銘言最常用的是（準備）。而在《童軍警探》的第3個部分，羅伯特·貝登堡解釋了它的意義：

童軍的銘言是：

準備。

這句話的意思是，你要時常要在身體上和心理上保持著一個準備好的狀態，去承擔你的責任。
- 在心理上準備好：要鞭策自己服從每一個命令，並且要針對還沒發生的狀況和事件去做好先前的準備，這樣你就能在對的時刻做對的事情，並且能樂意執行。
- 在身體上準備好：要讓自己強壯和有活力，才能夠在對的時刻做對的事情，並且執行。

而「在對的時刻做對的事情」的極端例子是：
「如果有人突然要試圖去謀殺時，童軍應該要知道該怎麼做。」
「如果需要，你要為你的國家準備犧牲，因此當這樣的狀況到來時，你就有自信地報效國家，而不用擔心會不會被殺害。」
而在女童軍運動的第1本書籍，艾格妮絲·貝登堡和羅伯特·貝登堡所寫的《女孩們如何建立帝國》中，有相似的解釋：

女童軍的銘言是「準備」。為什麼？

這是因為，像是其他的女童軍一樣，妳必在任何時刻準備好去面對困難，甚至在面對危險時，妳可以知道要做什麼和如何去做。

## 離合詩
希拉瑞·聖喬治·紹德斯的著作，在各章節的第一個字母可以拼成童軍銘言。它們是：勇敢（Bravery）、冒險精神（Enterprise）、企圖（Purpose）、革新（Resolution）、忍耐力（Endurance）、伙伴關係（Partnership）、自信（Assurance）、改過自新（Reformation）、熱情（Enthusiasm）和虔誠（Devotion）。

## 其他組織的類似銘言
- 先鋒運動的口號，「时刻准备着」（Always Prepared）並且被轉成各國語言，而先鋒運動是禁止童軍運動存在的國家當中的替代性運動。
- 耶穌學會的口號，拉丁文的「Estote Parati」。
- 美國海岸警衛隊的口號，「Semper Paratus」或「個個準備好」。